# Chiesa di San Giovanni Battista (Varese Ligure)
La chiesa di San Giovanni Battista è un luogo di culto cattolico situato nel comune di Varese Ligure, in via della Chiesa, in provincia della Spezia. L'edificio è sede della parrocchia omonima del vicariato dell'Alta Val di Vara della diocesi della Spezia-Sarzana-Brugnato.

## Storia
La costruzione della nuova parrocchiale si compì nel 1648, o comunque nella metà del XVII secolo, in forme barocche, sul sito di un edificio preesistente datato al XV secolo. La sua comunità parrocchiale è presente dal X secolo ed ebbe un capitolo di canonici. La consacrazione della chiesa avvenne nel 1872 alla presenza dell'arcivescovo di Genova monsignor Salvatore Magnasco.
La parrocchia passò dal 1892 alle dipendenze della neo istituita diocesi di Chiavari, in precedenza assoggettata all'arcidiocesi genovese, e quindi all'attuale diocesi della Spezia-Sarzana-Brugnato dall'11 ottobre 1959.

## Descrizione

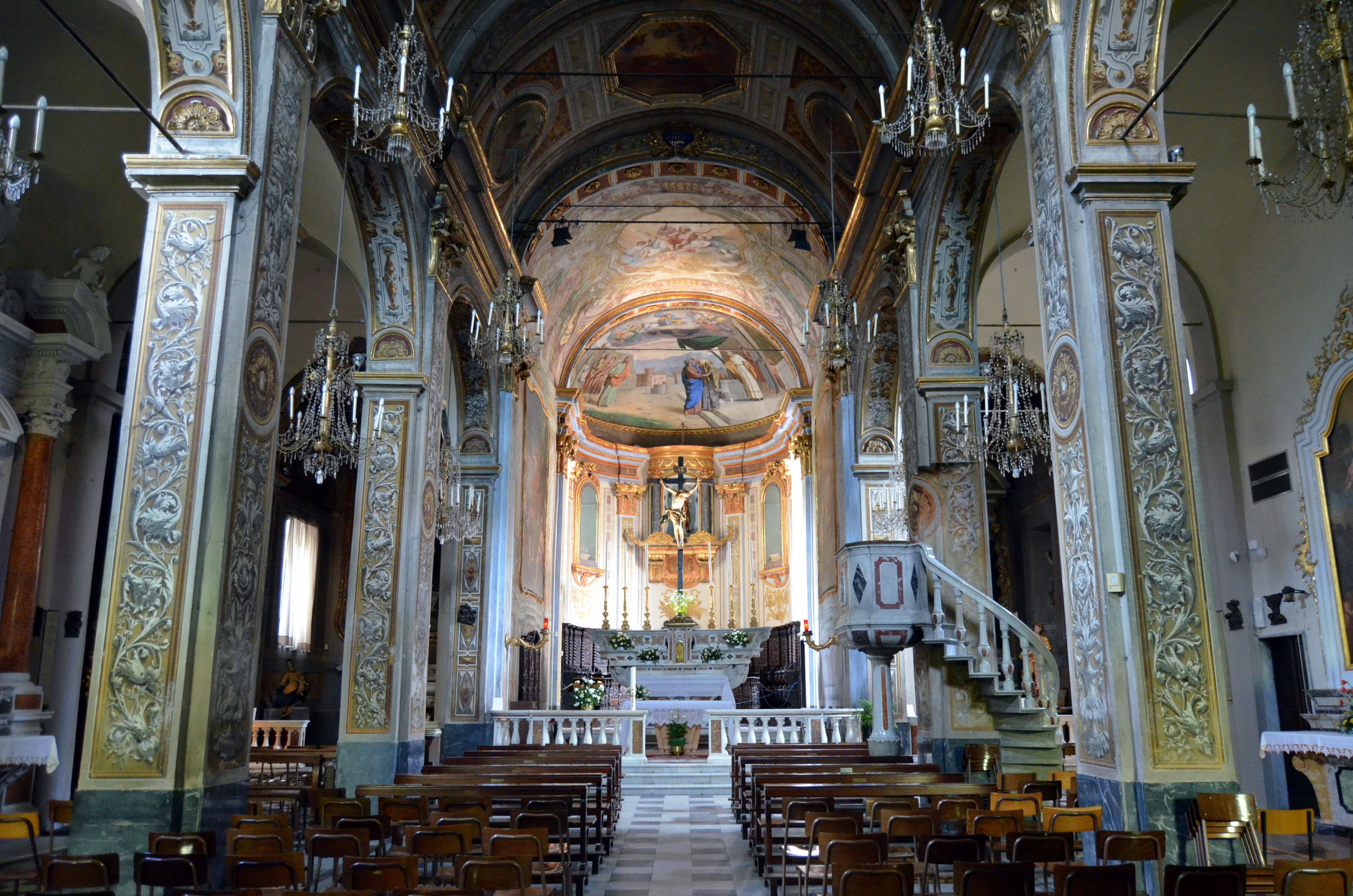
La navata centrale

La pianta dell'edificio si presenta a croce latina e con una divisione a tre navate. Gli ultimi interventi esterni alla chiesa si attuarono nel 1929 con la realizzazione del pronao.
Le navate presentano sin dal Settecento undici altari così distribuiti: due altari mantenuti dalla compagnia del Santissimo Sacramento e dalla congregazione del Rosario; l'altare della Visitazione di Maria, giuspatronato della famiglia Cristiani poi passato agli Agazzi; quello del Crocifisso in carico ai Pezzi e poi passato ai De Lucchi; l'altare di San Giovanni Battista jus patronato della famiglia Caranza e poi nell'Ottocento passato ai De Ferrari; l'altare di San Francesco dei Busetti poi passato ai Marchetti; l'altare dell'Immacolata fondato dai conti d'Inzillo poi passato ai Tamburini; quello di Sant'Apollonia o San Pietro in Vincoli dei Cesena prima amministrato dalla confraternita; l'altare di San Giuseppe giuspatronato dei Maghella; quello di Sant'Antonio jus patronato dei marchesi Cesena e quello di Santa Maria Maddalena dei conti Nasalli.
Internamente presenta cicli di affreschi, come nella volta a botte della navata maggiore di Giuseppe Galeotti, raffiguranti scene di vita del santo titolare della chiesa.
Tra le opere pittoriche e scultoree conservate, per il più frutto delle donazioni dalle nobili famiglie locali, vi sono, nella navata sinistra, un dipinto ritraente San Giovanni Decollato del XVI secolo, una tela dell'Immacolata Concezione del pittore genovese Luigi Sciallero e una statua in alabastro riproducente una Madonna col Bambino, portata dall'Inghilterra dal conte Pietro Giulio Cristiani nel 1551, opera di uno scultore inglese del Quattrocento; ai lati dell'altare maggiore barocco sono presenti due tele riproducenti Episodi di vita del Battista di Felice Guascone, autore anche del dipinto della Madonna del Rosario esposta nella cappella in fondo alla navata sinistra.

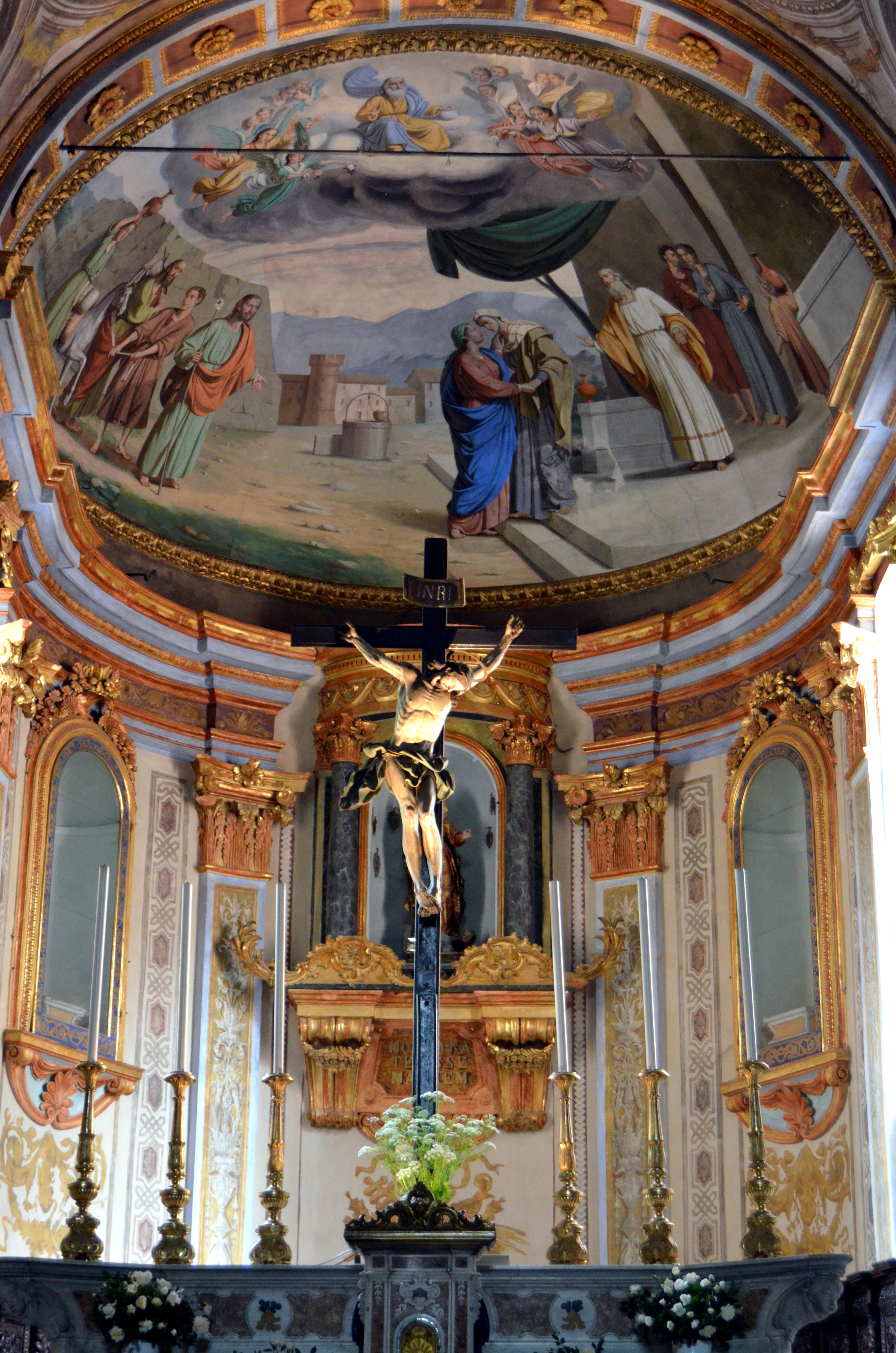
L'altare maggiore e la zona del presbiterio

Nella parte destra della chiesa sono invece esposte tele di Giovanni Andrea De Ferrari e di Gregorio De Ferrari; al primo è attribuito il dipinto di San Francesco d'Assisi con Gesù Nazareno, al secondo la tela raffigurante San Pietro apostolo liberato dal carcere. Una statua in legno riproducente la Madonna della Visitazione è custodita nella cappella di testa, opera attribuita allo scultore Anton Maria Maragliano e portata annualmente in processione nelle festività patronali di luglio.
Un'altra statua lignea, raffigurante la Madonna della Cintura, risalente al XVIII secolo e proveniente dalla soppressa chiesa di Santa Croce degli Agostiniani, è invece esposta sopra il coro in legno di noce del XVI secolo.